# Vârtop (okręg Alba)
Vârtop – wieś w Rumunii, w okręgu Alba, w gminie Roșia Montană. W 2011 roku liczyła 129 mieszkańców.